# Bryocyclops constrictus
Bryocyclops constrictus is een eenoogkreeftjessoort uit de familie van de Cyclopidae. De wetenschappelijke naam van de soort is voor het eerst geldig gepubliceerd in 1950 door Lindberg.